# Lisszabon metróállomásai

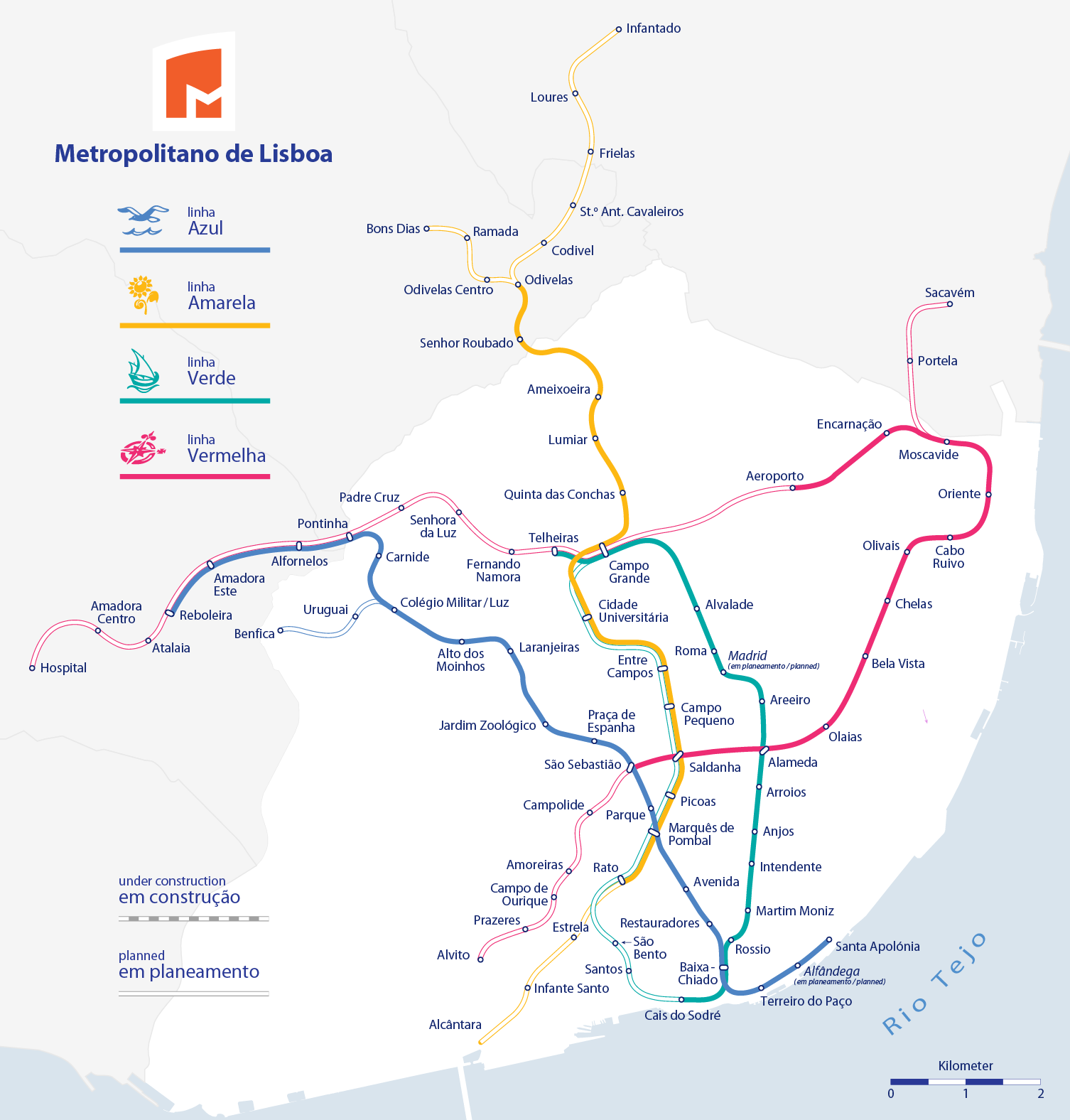
A metróhálózat térképe

Ez a lista a lisszaboni metró állomásait tartalmazza.

## Vonalak
| Vonal          | Vonal | Útvonal                  | Építés ideje | Hossz   | Állomások |
| -------------- | ----- | ------------------------ | ------------ | ------- | --------- |
| Linha Azul     |       | Reboleira–Santa Apolónia | 1959-2007    | 13,5 km | 17        |
| Linha Amarela  |       | Odivelas–Rato            | 1959-2004    | 11 km   | 13        |
| Linha Verde    |       | Cais do Sodré–Telheiras  | 1963-2004    | 9 km    | 13        |
| Linha Vermelha |       | São Sebastião–Aeroporto  | 1998-2012    | 12 km   | 12        |

## Állomások
| Állomás neve és koordinátája                                                     | Vonal          | Megnyitás            | Hely    | Önkormányzat                                         | CP | Fertagus | Látnivalók és más fontos épületek                                                                                           | Kép                  |
| -------------------------------------------------------------------------------- | -------------- | -------------------- | ------- | ---------------------------------------------------- | -- | -------- | --- | -------------------- |
| Aeroporto é. sz. 38° 46′ 14″, ny. h. 9° 07′ 43″38.770581°N 9.128737°W            | Linha Vermelha | 2012. július 17.     | alagút  | Olivais                                              |    |          | Lisszaboni repülőtér |                      |
| Alameda é. sz. 38° 44′ 13″, ny. h. 9° 08′ 01″38.736896°N 9.133737°W              | Linha Verde    | 1972. június 18.     | alagút  | Alto do Pina, São João de Deus, São Jorge de Arroios |    |          | Instituto Superior Técnico, Parque da Fonte Luminosa                                                                        | Alameda              |
| Alameda é. sz. 38° 44′ 13″, ny. h. 9° 08′ 01″38.736896°N 9.133737°W              | Linha Vermelha | 1998. május 19.      | alagút  | Alto do Pina, São João de Deus, São Jorge de Arroios |    |          | Instituto Superior Técnico, Parque da Fonte Luminosa                                                                        | Alameda              |
| Alfornelos é. sz. 38° 45′ 38″, ny. h. 9° 12′ 17″38.760509°N 9.204805°W           | Linha Azul     | 2004. május 15.      | alagút  | Alfornelos                                           |    |          | Städtischer Friedhof von Benfica                                                                                            | Alfornelos           |
| Alto dos Moinhos é. sz. 38° 44′ 58″, ny. h. 9° 10′ 48″38.749582°N 9.179946°W     | Linha Azul     | 1988. október 14.    | alagút  | São Domingos de Benfica                              |    |          | Musikmuseum, Palácio de Beau Séjour, Parque Bensaúde                                                                        | Alto dos Moinhos     |
| Alvalade é. sz. 38° 45′ 11″, ny. h. 9° 08′ 38″38.753012°N 9.143929°W             | Linha Verde    | 1972. június 18.     | alagút  | Campo Grande, São João de Brito                      |    |          | Praça de Alvalade (mit S. António-Statue)                                                                                   | Alvalade             |
| Amadora Este é. sz. 38° 45′ 30″, ny. h. 9° 13′ 09″38.758375°N 9.219171°W         | Linha Azul     | 2004. május 15.      | alagút  | Amadora                                              |    |          | Quinta do Assentista | Amadora Este         |
| Ameixoeira é. sz. 38° 46′ 47″, ny. h. 9° 09′ 36″38.779832°N 9.159894°W           | Linha Amarela  | 2004. március 27.    | alagút  | Ameixoeira                                           |    |          | Instituto Superior de Economia e Gestão , Académia de Música de Santa Cecília                                               | Ameixoeira           |
| Anjos é. sz. 38° 43′ 35″, ny. h. 9° 08′ 06″38.726434°N 9.135003°W                | Linha Verde    | 1966. szeptember 28. | alagút  | São Jorge de Arroios, Anjos                          |    |          | Banco de Portugal, Miradouro do Monte Agudo                                                                                 | Ameixoeira           |
| Areeiro é. sz. 38° 44′ 32″, ny. h. 9° 07′ 60″38.742315°N 9.133314°W              | Linha Verde    | 1972. június 18.     | alagút  | São João de Deus, Alto do Pina                       | X  | X        | | Areeiro              |
| Arroios é. sz. 38° 44′ 01″, ny. h. 9° 08′ 04″38.733473°N 9.134451°W              | Linha Verde    | 1972. június 18.     | alagút  | São Jorge de Arroios                                 |    |          | Mercado de Arroios, Igreja de São Jorge de Arroios                                                                          | Arroios              |
| Avenida é. sz. 38° 43′ 10″, ny. h. 9° 08′ 43″38.719306°N 9.145143°W              | Linha Azul     | 1959. december 29.   | alagút  | Coração de Jesus                                     |    |          | Avenida da Liberdade, Botanischer Garten                                                                                    | Avenida              |
| Baixa-Chiado é. sz. 38° 42′ 38″, ny. h. 9° 08′ 21″38.710672°N 9.139091°W         | Linha Azul     | 1998. augusztus 8.   | alagút  | Mártires, São Nicolau                                |    |          | Baixa Pombalina, Bairro Alto, Chiado, Elevador de Santa Justa, Convento do Carmo, Teatro Nacional de São Carlos             | Baixa-Chiado         |
| Baixa-Chiado é. sz. 38° 42′ 38″, ny. h. 9° 08′ 21″38.710672°N 9.139091°W         | Linha Verde    | 1998. április 25.    | alagút  | Mártires, São Nicolau                                |    |          | Baixa Pombalina, Bairro Alto, Chiado, Elevador de Santa Justa, Convento do Carmo, Teatro Nacional de São Carlos             | Baixa-Chiado         |
| Bela Vista é. sz. 38° 44′ 52″, ny. h. 9° 07′ 07″38.747736°N 9.118547°W           | Linha Vermelha | 1998. május 19.      | alagút  | Marvila                                              |    |          | Parque de Bela Vista | Bela Vista           |
| Cabo Ruivo é. sz. 38° 45′ 47″, ny. h. 9° 06′ 16″38.763119°N 9.104533°W           | Linha Vermelha | 1998. július 18.     | alagút  | Olivais                                              |    |          | | Cabo Ruivo           |
| Cais do Sodré é. sz. 38° 42′ 22″, ny. h. 9° 08′ 42″38.706109°N 9.145002°W        | Linha Verde    | 1998. május 18.      | alagút  | São Paulo                                            | X  |          | Bairro Alto, Praça Luís de Camões                                                                                           | Cais do Sodré        |
| Campo Grande é. sz. 38° 45′ 35″, ny. h. 9° 09′ 28″38.759789°N 9.157877°W         | Linha Amarela  | 1993. április 1.     | Viadukt | Lumiar                                               |    |          | José-Alvalade-Stadion, Jardim do Campo Grande                                                                               | Campo Grande         |
| Campo Grande é. sz. 38° 45′ 35″, ny. h. 9° 09′ 28″38.759789°N 9.157877°W         | Linha Verde    | 1993. április 1.     | Viadukt | Lumiar                                               |    |          | José-Alvalade-Stadion, Jardim do Campo Grande                                                                               | Campo Grande         |
| Campo Pequeno é. sz. 38° 44′ 27″, ny. h. 9° 08′ 48″38.740753°N 9.146608°W        | Linha Amarela  | 1959. december 29.   | alagút  | Nossa Senhora de Fátima                              |    |          | Praça de Touros do Campo Pequeno                                                                                            | Campo Pequeno        |
| Carnide é. sz. 38° 44′ 27″, ny. h. 9° 08′ 48″38.740753°N 9.146608°W              | Linha Azul     | 1997. október 18.    | alagút  | Carnide                                              |    |          | | Carnide              |
| Chelas é. sz. 38° 44′ 27″, ny. h. 9° 08′ 48″38.740753°N 9.146608°W               | Linha Vermelha | 1998. május 19.      | alagút  | Marvila                                              |    |          | | Chelas               |
| Cidade Universitária é. sz. 38° 45′ 06″, ny. h. 9° 09′ 32″38.751783°N 9.158983°W | Linha Amarela  | 1988. október 14.    | alagút  | Campo Grande                                         |    |          | Lisszaboni egyetem | Cidade Universitária |
| Colégio Militar/Luz é. sz. 38° 45′ 12″, ny. h. 9° 11′ 19″38.753322°N 9.188663°W  | Linha Azul     | 1988. október 14.    | alagút  | Carnide, Benfica                                     |    |          | Estádio da Luz, Centro Comercial Colombo                                                                                    | Colégio Militar/Luz  |
| Encarnação é. sz. 38° 46′ 28″, ny. h. 9° 06′ 51″38.774479°N 9.114232°W           | Linha Vermelha | 2012. július 17.     | alagút  | Olivais                                              |    |          | |                      |
| Entre Campos é. sz. 38° 44′ 41″, ny. h. 9° 08′ 51″38.744662°N 9.147427°W         | Linha Amarela  | 1959. december 29.   | alagút  | Nossa Senhora de Fátima                              | X  | X        | | Entre Campos         |
| Intendente é. sz. 38° 43′ 20″, ny. h. 9° 08′ 07″38.722149°N 9.135239°W           | Linha Verde    | 1966. szeptember 28. | alagút  | Anjos                                                |    |          | | Intendente           |
| Jardim Zoológico é. sz. 38° 43′ 20″, ny. h. 9° 08′ 07″38.722149°N 9.135239°W     | Linha Azul     | 1959. december 29.   | alagút  | São Domingos de Benfica                              | X  | X        | Lisszaboni állatkert, Kindermuseum Lisszabon                                                                                | Jardim Zoológico     |
| Laranjeiras é. sz. 38° 44′ 54″, ny. h. 9° 10′ 21″38.748449°N 9.172496°W          | Linha Azul     | 1988. október 14.    | alagút  | São Domingos de Benfica                              |    |          | | Laranjeiras          |
| Lumiar é. sz. 38° 46′ 22″, ny. h. 9° 09′ 35″38.772822°N 9.159701°W               | Linha Amarela  | 2004. március 27.    | alagút  | Lumiar                                               |    |          | Parque de Monteiro Mor, Trachtenmuseum                                                                                      | Lumiar               |
| Marquês de Pombal é. sz. 38° 43′ 30″, ny. h. 9° 08′ 60″38.725074°N 9.149899°W    | Linha Azul     | 1959. december 29.   | alagút  | Coração de Jesus                                     |    |          | Praça Marquês de Pombal, Parque Eduardo VII, Avenida da Liberdade                                                           | Marquês de Pombal    |
| Marquês de Pombal é. sz. 38° 43′ 30″, ny. h. 9° 08′ 60″38.725074°N 9.149899°W    | Linha Amarela  | 1959. december 29.   | alagút  | Coração de Jesus                                     |    |          | Praça Marquês de Pombal, Parque Eduardo VII, Avenida da Liberdade                                                           | Marquês de Pombal    |
| Martim Moniz é. sz. 38° 43′ 01″, ny. h. 9° 08′ 09″38.716812°N 9.135749°W         | Linha Verde    | 1966. szeptember 26. | alagút  | Santa Justa                                          |    |          | | Martim Moniz         |
| Moscavide é. sz. 38° 46′ 30″, ny. h. 9° 05′ 60″38.775014°N 9.099898°W            | Linha Vermelha | 2012. július 17.     | alagút  | Olivais, Moscavide                                   |    |          | |                      |
| Odivelas é. sz. 38° 47′ 36″, ny. h. 9° 10′ 24″38.793229°N 9.173219°W             | Linha Amarela  | 2004. március 27.    | Viadukt | Odivelas                                             |    |          | | Odivelas             |
| Olaias é. sz. 38° 44′ 21″, ny. h. 9° 07′ 25″38.739088°N 9.123566°W               | Linha Vermelha | 1998. május 19.      | alagút  | Beato                                                |    |          | | Olaias               |
| Olivais é. sz. 38° 45′ 41″, ny. h. 9° 06′ 42″38.761345°N 9.111679°W              | Linha Vermelha | 1998. november 7.    | alagút  | Olivais                                              |    |          | | Olivais              |
| Oriente é. sz. 38° 46′ 04″, ny. h. 9° 05′ 57″38.767803°N 9.099169°W              | Linha Vermelha | 1998. május 19.      | alagút  | Olivais                                              | X  |          | Parque das Nações | Oriente              |
| Parque é. sz. 38° 43′ 46″, ny. h. 9° 09′ 02″38.729560°N 9.150421°W               | Linha Azul     | 1959. december 29.   | alagút  | São Sebastião da Pedreira                            |    |          | Parque Eduardo VII | Parque               |
| Picoas é. sz. 38° 43′ 50″, ny. h. 9° 08′ 48″38.730552°N 9.146676°W               | Linha Amarela  | 1959. december 29.   | alagút  | São Sebastião da Pedreira, São Jorge de Arroios      |    |          | Jardim Henrique Lopes de Mendonça, Palácio de Sottomayor                                                                    | Picoas               |
| Pontinha é. sz. 38° 44′ 15″, ny. h. 9° 09′ 31″38.737498°N 9.158478°W             | Linha Azul     | 1997. október 18.    | alagút  | Olivais                                              |    |          | Instituto Superior de Línguas e Administração, Teatro Armando Cortez                                                        | Pontinha             |
| Praça de Espanha é. sz. 38° 45′ 44″, ny. h. 9° 11′ 48″38.762148°N 9.196587°W     | Linha Azul     | 1959. december 29.   | alagút  | Carnide                                              |    |          | Museu Calouste Gulbenkian                                                                                                   | Praça de Espanha     |
| Quinta das Conchas é. sz. 38° 46′ 01″, ny. h. 9° 09′ 19″38.766950°N 9.155345°W   | Linha Amarela  | 2004. március 27.    | alagút  | Lumiar                                               |    |          | Quinta das Conchas e Lilazes, Instituto Superior de Educação e Ciências                                                     | Quinta das Conchas   |
| Rato é. sz. 38° 43′ 13″, ny. h. 9° 09′ 17″38.720374°N 9.154594°W                 | Linha Amarela  | 1997. december 29.   | alagút  | São Mamede                                           |    |          | | Rato                 |
| Reboleira é. sz. 38° 45′ 08″, ny. h. 9° 13′ 29″38.752222°N 9.224722°W            | Linha Azul     | 2016. április 13.    | alagút  | Amadora                                              | X  |          | | Reboleira            |
| Restauradores é. sz. 38° 42′ 54″, ny. h. 9° 08′ 30″38.715000°N 9.141634°W        | Linha Azul     | 1959. december 29.   | alagút  | Santa Justa                                          | X  |          | | Restauradores        |
| Roma é. sz. 38° 44′ 54″, ny. h. 9° 08′ 29″38.748394°N 9.141376°W                 | Linha Verde    | 1972. június 18.     | alagút  | Carnide                                              | X  | X        | | Roma                 |
| Rossio é. sz. 38° 42′ 49″, ny. h. 9° 08′ 20″38.713694°N 9.138887°W               | Linha Verde    | 1959. december 29.   | alagút  | Santa Justa                                          |    |          | Rua Augusta, Rossio, Praça da Figueira, Teatro Nacional D. Maria II                                                         | Rossio               |
| Saldanha é. sz. 38° 44′ 02″, ny. h. 9° 08′ 45″38.733967°N 9.145968°W             | Linha Amarela  | 1959. december 29.   | alagút  | São Sebastião da Pedreira, São Jorge de Arroios      |    |          | Lisboa Congress Centre, Praça Duque de Saldanha                                                                             | Saldanha             |
| Saldanha é. sz. 38° 44′ 02″, ny. h. 9° 08′ 45″38.733967°N 9.145968°W             | Linha Vermelha | 2009. augusztus 29.  | alagút  | São Sebastião da Pedreira, São Jorge de Arroios      |    |          | Lisboa Congress Centre, Praça Duque de Saldanha                                                                             |                      |
| Santa Apolónia é. sz. 38° 42′ 49″, ny. h. 9° 07′ 21″38.713694°N 9.122493°W       | Linha Azul     | 2007. december 19.   | alagút  | Santa Engrácia                                       | X  |          | Panteão Nacional, Alfama, Wassermuseum                                                                                      | Santa Apolónia       |
| São Sebastião é. sz. 38° 44′ 04″, ny. h. 9° 09′ 15″38.734385°N 9.154165°W        | Linha Azul     | 1959. december 29.   | alagút  | São Sebastião da Pedreira                            |    |          | Bairro Azul, Igreja de São Sebastião da Pedreira, El Corte Inglés Lisszabon, Palácio Ventura Terra, Jardim Amália Rodrigues | São Sebastião        |
| São Sebastião é. sz. 38° 44′ 04″, ny. h. 9° 09′ 15″38.734385°N 9.154165°W        | Linha Vermelha | 2009. augusztus 29.  | alagút  | São Sebastião da Pedreira                            |    |          | Bairro Azul, Igreja de São Sebastião da Pedreira, El Corte Inglés Lisszabon, Palácio Ventura Terra, Jardim Amália Rodrigues | São Sebastião        |
| Senhor Roubado é. sz. 38° 47′ 08″, ny. h. 9° 10′ 19″38.785669°N 9.172082°W       | Linha Amarela  | 2004. március 27.    | Viadukt | Odivelas                                             |    |          | | Senhor Roubado       |
| Telheiras é. sz. 38° 45′ 37″, ny. h. 9° 09′ 58″38.760308°N 9.165988°W            | Linha Verde    | 2002. november 2.    | alagút  | Lumiar                                               |    |          | Deutsche Schule Lisszabon                                                                                                   | Telheiras            |
| Terreiro do Paço é. sz. 38° 42′ 25″, ny. h. 9° 07′ 60″38.706829°N 9.133265°W     | Linha Azul     | 2007. december 19.   | alagút  | Madalena                                             |    |          | Praça do Comércio | Terreiro do Paço     |